# Назаренко, Виталий Викторович
Виталий Викторович Назаренко (род. 11 февраля 1977, Орджоникидзе) — российский политический деятель. Сенатор Российской Федерации, представитель законодательного (представительного) органа от Республики Северная Осетия — Алания. Вошёл в Комитет Совета Федерации по федеративному устройству, региональной политике, местному самоуправлению и делам Севера. Мастер спорта международного класса России. Серебряный призёр ЧМ, чемпион Европы, 5-кратный чемпион России по паратхэквондо.
Из-за вторжения России на Украину, находится под международными санкциями стран Евросоюза и Швейцарии

## Биография
В 1999 году окончил Владикавказский горно-металлургический техникум.
В 2002—2004 годах работал на расположенном во Владикавказе предприятии ФГУП «Гран» заварщиком электровакуумных приборов. 
В 2009—2010 годах работал у ИП «Сабанова Елена Валерьевна», торговым агентом, супервайзером.
В 2010—2011 годах работал у ИП «Самохин Алексей Андреевич» начальником отдела продаж.
В апреле 2011 года Виталий Назаренко участвовал в учебно-тренировочном сборе паралимпийцев в составе сборной России в Хасавюрте. Представлял северо-осетинскую школу тхэквондо вместе с Спартаком Газзаевым.
В ноябре 2011 года участвовал в чемпионате России по паратхэквондо, проходившем в Каспийске. Выступал в весовой категории до 68 кг.
С 2013 года по 2017 год — спортсмен-инструктор ДЮСШОР по тхэквондо в ГБОУ ДО «Специализированная детско-юношеская спортивная школа олимпийского резерва по тхэквондо».
В июне 2013 года в составе сборной России участвовал в 4-м чемпионате мира по паратхэквондо в Швейцарии в Лозанне. Завоевал серебряную медаль в категории до 68 кг. Другой участник сборной из Северной Осетии, Спартак Газзаев, завоевал золотую медаль в категории свыше 80 кг.
По возвращении в Северную Осетию их в Беслане встречали министр по делам молодежи, физической культуры и спорта Рустем Келехсаев, тренер спортсменов Авет Оганесянц.
В августе 2013 года в составе сборной России участвовал в чемпионате Европы по паратхэквондо, проходившем в Румынии в Бухаресте. Завоевал золотую медаль в категории до 68 кг.
В октябре 2013 года участвовал в чемпионате России по паратхэквондо, проходившем во Владикавказе. Завоевал золотую медаль.

### В Общественной палате Северной Осетии
Осенью 2013 года Виталий Назаренко был выдвинут в состав Общественной палаты Северной Осетии как член общественной организации «Молодежный центр экстремальных видов спорта» и серебряный призер чемпионата мира по пара-тхэквондо. 15 октября 2013 года глава республики Таймураз Мамсуров утвердил новый состав Общественной палаты Северной Осетии. 1 ноября 2013 года прошло первое организационное заседание.
В 2014 году в 37 лет окончил частное образовательное учреждение высшего образования «Владикавказский институт экономики, управления и права» по специальности «юрист».
В марте 2015 года Общественная палата Северной Осетии направило Общественную палату РФ список кандидатов в состав общественной наблюдательной комиссии по осуществлению общественного контроля за обеспечением прав человека в местах принудительного содержания и содействия лицам, находящимся в местах принудительного содержания РСО-Алания. Это была плановая ротация, состав комиссии утверждали на следующие 3 года. В списке был и Виталий Назаренко. В комиссии Назаренко занял должность председателя, сменив Александра Кучера. В мае 2015 года был на встрече с руководством управления ФСИН РФ по РСО-Алания.
В июле 2015 года вместе с другими членами общественной палаты Северной Осетии Виталий Назаренко проверил состояние спортивных объектов.
В 2015—2017 годах — председатель общественной наблюдательной комиссии по осуществлению общественного контроля за обеспечением прав человека в местах принудительного содержания и содействия лицам, находящимся в местах принудительного содержания РСО-Алания. На тот момент в Северной Осетии было 22 пенитенциарных учреждения, где содержалось около 1500 человек.
В 2016 году избран председателем комиссии Общественной палаты по молодёжной политике, формированию здорового образа жизни, развитию туризма, физической культуры и спорта. Был членом Общественной палаты РСО-Алания по 2017 год.

### В парламенте Северной Осетии
На проходивших 10 сентября 2017 года выборах в парламент Северной Осетии 6 созыва баллотировался с составе списка «Единой России». По итогам выборов партия получила 46 мандатов, один из которых был передан Назаренко. В парламенте вошёл во фракцию «Единая России». Представлял Алагирский район, вместе с депутатом Эльбрусом Бокоевым.
После избрания депутатом парламента Назаренко вышел из состава Общественной палаты республики. Также из организации вышел Эльбрус Бокоев, который до избрания был председателем Общественной палаты республики. 
В октябре 2017 года в составе сборной России участвовал в чемпионате мира по паратхэквондо в Лондоне. Соревнования проходили в спортивном комплексе Коппер-Бокс, где в 2012 году проводились летние Олимпийские и Паралимпийские игры. Назаренко уступил Николе Спаичу из Сербии.
25 апреля 2018 года на заседании парламента назначен полномочным представителем парламента Республики Северная Осетия — Алания в Совете муниципальных образований республики.
С октября 2018 года по октябрь 2021 — индивидуальный предприниматель.
1 октября 2021 года избран председателем комитета парламента РСО-Алания по вопросам жилищно-коммунального хозяйства и строительной политике. Ранее эту должность занимал Эльбрус Бокоев, возглавивший минприроды Северной Осетии. 
20 декабря 2021 года избран руководителем фракции «Единая Россия» в парламенте Республики Северная Осетия — Алания 6 созыва. Ранее свои полномочия руководителя фракции сложил председатель парламентского комитета по законодательству, законности и местному самоуправлению Тимур Ортабаев.
На проходивших 11 сентября 2022 года выборах в парламент Северной Осетии 7 созыва вновь баллотировался с составе списка «Единой России» под номером 9. По итогам выборов партия получила 51 мандат, один из которых был передан Назаренко. В парламенте вошёл во фракцию «Единая России». 

### В Совете Федерации
29 сентября 2022 года парламент республики наделил Виталия Назаренко полномочиями сенатора — представителя от законодательного органа власти Северной Осетии на следующие 5 лет. В Совфеде он сменил Арсена Фадзаева.
В Совете Федерации вошёл в комитет по федеративному устройству, региональной политике, местному самоуправлению и делам Севера.

## Санкции
16 декабря 2022 года, на фоне вторжения России на Украину, включён в санкционный список Евросоюза, так как «поддерживал и реализовывал действия и политику, которые подрывают территориальную целостность, суверенитет и независимость Украины и ещё больше дестабилизируют Украину». Позднее к санкциям присоединилась Швейцария